# Trichocereus nigripilis
Trichocereus nigripilis là một loài thực vật có hoa trong họ Cactaceae. Loài này được Backeb. miêu tả khoa học đầu tiên.